# Kaps
Kaps (in armeno Կապս?) è un comune di 720 abitanti (2001) della provincia di Shirak in Armenia.